# Amphiascoides proximus
Amphiascoides proximus is een eenoogkreeftjessoort uit de familie van de Miraciidae. De wetenschappelijke naam van de soort is voor het eerst geldig gepubliceerd in 1914 door Scott T..